# Une minute avant l'heure H
Pour plus de détails, voir Fiche technique et Distribution.
Une minute avant l'heure H (One Minute to Zero) est un film américain  en noir et blanc réalisé par Tay Garnett, sorti en 1952.

## Synopsis
Durant la guerre de Corée, le colonel Steve de l'US Army doit faire face à la fois aux forces nord-coréennes et à la responsable des Nations unies s'occupant des réfugiés, Linda Day.

## Fiche technique
- Titre français : Une minute avant l'heure H
- Titre belge : Corée... minute zéro[2]
- Titre original : One Minute to Zero
- Réalisation : Tay Garnett
- Scénario : Milton Krims, William Wister Haines
- Musique : Victor Young
- Lieu de tournage : Lake Success, Long Island, New York
- Direction artistique : Jack Okey
- Photographie : William E. Snyder
- Montage : Robert Belcher
- Producteur : Edmund Grainger, Howard Hughes
- Société de production et de distribution : RKO Radio Pictures
- Pays de production :  États-Unis
- Langue d'origine : anglais américain
- Format : noir et blanc — pellicule : 35 mm — image : 1,37:1 — son : mono (RCA Sound System)
- Genre : guerre, romance
- Durée : 105 min
- Dates de sortie: 
  - États-Unis : août 1952
  - France : 28 janvier 1955
  - Allemagne de l'ouest : 17 mars 1953
  - Japon : 19 février 1953

## Distribution
- Robert Mitchum : colonel Steve Janowski
- Ann Blyth : Mme Linda Day
- William Talman : colonel John Parker
- Charles McGraw : sergent Baker
- Margaret Sheridan : Mary Parker
- Richard Egan : capitaine Ralston
- Eduard Franz : Dr Gustav Engstrand
- Robert Osterloh : major Davis
- Robert Gist : major Carter
- Hal Baylor : soldat Jones
- Thomas Carr